# Thomas Holm
Thomas Holm (ur. 19 lutego 1981 w Oslo) – norweski piłkarz, pomocnik klubu Fredrikstad FK, do którego trafił na początku 2012 roku. Były reprezentant Norwegii, w kadrze rozegrał cztery mecze.